# Triacanthagyna williamsoni
Triacanthagyna williamsoni är en trollsländeart som beskrevs av Von Ellenrieder och Rosser W. Garrison 2003. Triacanthagyna williamsoni ingår i släktet Triacanthagyna och familjen mosaiktrollsländor. Inga underarter finns listade i Catalogue of Life.